# Reaching Out
Reaching Out es el quinto álbum de estudio de la cantante estadounidense Freda Payne. Fue publicado en septiembre de 1973 a través de Invictus Records.

## Promoción
La canción de apertura, «Two Wrongs Don't Make a Right» fue publicada en julio de 1973 como el sencillo principal de Reaching Out. Un escritor no especificado de la revista Billboard declaró: “No la histeria controlada de «Band of Gold», sino un nuevo enfoque igualmente sorprendente de Freda y Holland-Dozier-Holland Productions que incorpora voces masculinas de fondo. La suavidad del estilo no cubre los fuertes sentimientos expresados”. «Two Wrongs Don't Make a Right» debutó en la lista Hot Soul Singles de la revista Billboard en el número 86 durante la semana del 25 de agosto de 1973; subió al número 75, su punto máximo, el primer día de septiembre.

## Recepción de la crítica
Un escritor no especificado de la revista Record World comentó: “La Sra. Payne, ganadora del premio a la portada del álbum de la semana, ha reunido un sensual conjunto de excelentes canciones de Holland-Dozier-Holland, Paul Williams y el combo Mike Smith-Ron Dunbar. H-D-H produjo el set con estilo y estilo”. Un escritor no especificado de la revista Cash Box escribió: “Los diez cortes del nuevo álbum de Freda son tan deliciosos como ella y demuestran por qué todo lo que hace es siempre recibido con gran emoción. Desde «Mother Misery's Favorite Child» de Holland-Dozier-Holland hasta «Rainy Days and Mondays» de Nicholas-Williams, Freda se lamenta y tranquiliza, siempre capturando el estado de ánimo a la perfección. «We've Gotta Find a Way Back to Love» es típico de su especial talento vocal y muestra los excelentes trabajos de producción y arreglos realizados por Ronald Dunbar, McKinley Jackson, Mike Smith, Tony Camillo y Don Baldwin. Freda siempre ha poseído una magia especial que es tan ineludible como el amor en primavera”. Un escritor no especificado de la revista Billboard escribió: “La Sra. Payne ha creado un álbum notable y versátil, que muestra su capacidad para cantar soul directo, material easy listening o soul con sabor a rock. [...] El trabajo de producción del equipo Holland-Dozier-Holland es excelente, con Ron Dunbar prestando una ayuda muy importante. Este debería ser el LP que establezca a este veterano pero aún joven vocalista como una verdadera estrella en todos los sentidos de la palabra”.
Por otro lado, en su reseña inicial del álbum, Peter Reilly de Stereo Review le dio al álbum una reseña negativa, escribiendo: “Freda Payne es una dama muy astuta tanto en apariencia como en desempeño. El hecho de que ella no sólo sobreviva sino que a veces (en «If You Go Away» y «Mood for Love») triunfe sobre el ruidoso semi-entierro de los grandiosos arreglos y producción de Holland-Dozier-Holland de este álbum es sin duda una prueba de talento básico. Ella posee una voz grande y flexible, y mientras corta algo tan banal como «Two
Wrongs Don't Make a Right»,  impulsándolo por pura fuerza de voluntad, o aborda de frente la espesa estupidez de «Mother Misery's Favorite
Child» y tiene sentido artístico, entonces sabes que el futuro es brillante para la señorita Payne. Lo que necesita ahora es un repertorio con el que pueda relajarse en lugar de tener que luchar. Cuando lo encuentre, estoy seguro de que no habrá necesidad de este tipo de producción, que suena como una de las estaciones de tren de Mussolini”.

## Lista de canciones
Todas las canciones escritas y compuestas por Michael L. Smith y Ronald Dunbar, excepto donde esta anotado. 
| Lado uno |                                  |                                                         |          |  |
| N.º      | Título                           | Escritor(es)                                            | Duración |  |
| 1.       | «Two Wrongs Don't Make a Right»  | Brian Holland Lamont Dozier Eddie Holland Richard Wylie | 3:18     |  |
| 2.       | «Reaching Out»                   |                                                         | 3:15     |  |
| 3.       | «For No Reason»                  |                                                         | 2:33     |  |
| 4.       | «The Man of My Dreams»           |                                                         | 4:09     |  |
| 5.       | «Mother Misery's Favorite Child» | B. Holland Dozier E. Holland                            | 5:02     |  |

| Lado dos |                                       |                                        |          |  |
| N.º      | Título                                | Escritor(es)                           | Duración |  |
| 1.       | «We've Gotta Find a Way Back to Love» | B. Holland Dozier E. Holland           | 3:05     |  |
| 2.       | «Mood for Love»                       | Angelo Bond General Johnson Greg Perry | 3:03     |  |
| 3.       | «Rainy Days and Mondays»              | Paul Williams Roger Nichols            | 4:36     |  |
| 4.       | «If You Go Away»                      | Jacques Brel Rod McKuen                | 6:22     |  |
| 5.       | «Right Back Where I Started From»     |                                        | 3:40     |  |

## Créditos y personal
Créditos adaptados desde las notas de álbum de Reaching Out.
Personal técnico
- Brian Holland – productor
- Lamont Dozier – productor
- Ronald Dunbar – productor, productor ejecutivo
- Lawrence T. Horn – ingeniero de audio
- Barney Perkins – ingeniero de audio
- Robert Dennis – ingeniero de grabación
- McKinley Jackson – arreglos
- Michael Smith – arreglos
- Tony Camillo – arreglos
- Donald Baldwin – arreglos
- Anthony Barboza – fotografía